# متیو مادنیان
متیو مادنیان (ارمنی: Մեթյու Մադենյան; انگلیسی: Mathieu Madénian؛ زادهٔ ۲۳ ژوئیهٔ ۱۹۷۶) طنزپرداز، ستون‌نویس و بازیگر فرانسوی ارمنی‌تبار است. 